# Felice Ambrogio Guerra Fezia
Felice Ambrogio Guerra Fezia (Volpedo, 7 dicembre 1866 – Gaeta, 10 gennaio 1957) è stato un missionario e arcivescovo cattolico italiano.

## Biografia
Nacque a Volpedo il 7 dicembre 1866 da Giovanni e Luigia Fezia. Nel 1880 Felice Ambrogio Guerra entra nel Collegio salesiano di Lanzo Torinese per la sua formazione umanistica. Ricevette la sua formazione retorica e filosofica nel seminario di Tortona. Nel 1886 entrò nel noviziato dei Salesiani di Don Bosco a San Benigno e professò i primi voti l'anno successivo. Poco dopo si recò con alcuni compagni alla missione in Uruguay, dove fu inviato al collegio di Pío de Villa Colón, vicino a Montevideo.
Dopo aver completato gli studi filosofico-teologici, fu ordinato sacerdote dall'arcivescovo di Buenos Aires, Federico León Aneiros, il 25 marzo o il 2 aprile 1890. Celebrò la sua prima Messa a Montevideo il 6 aprile.
All'interno della comunità religiosa divenne direttore del Collegio di Studi Superiori di Bahía Blanca e vi insegnò dogmatica e diritto canonico. Nel 1908 gli fu affidato l'incarico di uditore della delegazione apostolica in America Centrale e a questo scopo si recò a Cuba.
Il 26 maggio 1915 papa Benedetto XV lo nominò amministratore apostolico di Santiago di Cuba, e vescovo titolare di Amata. Il 2 agosto dello stesso anno l'arcivescovo di San Salvador, Antonio Adolfo Pérez y Aguilar, lo consacrò vescovo; co-consacranti furono il vescovo di San Miguel, Juan Antonio Dueñas y Argumedo, e il vescovo di Santa Ana, Santiago Richardo Vilanova y Meléndez.
Il 17 aprile 1916 papa Benedetto XV lo nominò arcivescovo di Santiago di Cuba. La presa di possesso avvenne il 18 giugno dello stesso anno.
Il 16 dicembre 1924, in quanto «accusato di reati amministrativi più o meno discutibili» si dimise e ritornò a Roma. Papa Pio XI accettò le sue dimissioni il 16 gennaio 1925 e contemporaneamente lo nominò arcivescovo titolare di Verissa.
Nel 1949 e 1951 ebbe ancora occasione di visitare la terra natia.
Morì nel 1957 ospite dell'Istituto Salesiano di Gaeta e la salma verrà tumulata a Roma.

## Genealogia episcopale
La genealogia episcopale è:
- Cardinale Scipione Rebiba
- Cardinale Giulio Antonio Santori
- Cardinale Girolamo Bernerio, O.P.
- Arcivescovo Galeazzo Sanvitale
- Cardinale Ludovico Ludovisi
- Cardinale Luigi Caetani
- Cardinale Ulderico Carpegna
- Cardinale Paluzzo Paluzzi Altieri degli Albertoni
- Papa Benedetto XIII
- Papa Benedetto XIV
- Papa Clemente XIII
- Cardinale Marcantonio Colonna
- Cardinale Giacinto Sigismondo Gerdil, B.
- Cardinale Giulio Maria della Somaglia
- Cardinale Carlo Odescalchi, S.I.
- Cardinale Costantino Patrizi Naro
- Cardinale Lucido Maria Parocchi
- Vescovo Manuel Francisco Vélez
- Arcivescovo Antonio Adolfo Pérez y Aguilar
- Arcivescovo Felice Ambrogio Guerra Fezia, S.D.B.